# Sinagoga Vaad Ha'ir
La Sinagoga Vaad Ha'ir es un edificio religioso judío localizado en la ciudad de Montevideo, capital de la República Oriental del Uruguay.
La construcción de este templo se inició en 1944, y sería consagrado en el año 1948. Ha sido utilizado por muchos años y tuvo una rica vida religiosa durante sus primeras décadas. 